# Книрим, Крис
Кристофер (Крис) Книрим (англ. Christopher «Chris» Knierim; род. 5 ноября 1987 года, штат Аризона, США) — бывший американский фигурист, выступавший в парном катании с Алексой Шимекой. Они — бронзовые призёры Олимпийских игр (командный турнир, 2018), вице-чемпионы четырёх континентов (2016), чемпионы мира в командных соревнованиях (2015) и трёхкратные чемпионы США (2015, 2018, 2020).

## Биография
Крис Книрим родился городе Тусон в ноябре 1987 года. В конце июня 2016 года он вступил в брак со своей партнёршей Алексой Шимекой.

## Карьера

### Ранние годы
Фигурным катанием он занялся в школьном возрасте. Его сразу определили в пары. Первой его партнёршей была Шоуни Смит с которой он учился выступать в парном катание; выступал по второстепенным американским турнирам.
Очередной его партнёршой стала Бринн Карман, с ней он выступил на юниорском чемпионате мира в 2009 году и тогда же в юниорской серии Гран-при. С ней они вице-чемпионы США в юниорском первенстве.
Далее последовала Альба и Попст. С последней он повторил достижения в первенстве США среди юниоров и выиграли взрослый турнир в Австрии. 

### 2012/2013: объединение с Алексой Шимекой
Саппенфилд предложила Крису встать в пару с Алексой Шимекой. Они объединились в апреле 2012 года. Пара начала тренироваться у Делайлы Саппенфилд, Ларри Ибарри и другими тренерами на арене Broadmoor World Arena в Колорадо-Спрингс.
Новая пара выиграла золотую медаль на своём первом международном соревновании Coupe Internationale de Nice в октябре 2012 года. После ряда снятий других пар они получили возможность выступить на этапе Гран-при NHK Trophy, где заняли четвёртое место.
Пара выиграла серебряную медаль на чемпионате США. Федерация заявила их на чемпионат четырёх континентов, но пара вынуждена была пропустить соревнования из-за повреждения правой ноги у Алексы. Шимека / Книрим были включены в состав сборной США на чемпионат мира после того, как Кейди Денни и Джон Кафлин отказались от участия. Они заняли девятое место на своём дебютном мировом первенстве.

### 2013/2014: Олимпийский сезон
Сезон для пары начался с проблем. В июле Крис сломал левую малоберцовую кость. Ему сделали операцию, в результате которой ему в лодыжку вставили металлическую пластину и девять винтов. В то время как Книрим смог восстановиться относительно быстро, команда полагала, что слишком рано вернулась к соревнованиям. В январе они выиграли оловянную медаль на чемпионате США. Они не попали на Олимпиаду.  Затем они выиграли бронзовую медаль на чемпионате четырех континентов. В марте Книриму сделали дополнительную операцию по удалению металлической скобы из ноги, которая вызывала дискомфорт.

### 2014/2015: первый национальный титул
Алекса и Крис выиграли золотую медаль в своём первом соревновании US International Classic, а затем завоевали бронзовую медаль на Nebelhorn Trophy. В октябре они заняли два четвёртых места на этапах Гран-при: Skate America и Trophée Éric Bompard.
На чемпионате США Шимека / Книрим завоевали свой первый национальный титул, установив новые рекорды США как в короткой программе, так и в произвольной программе. Они также стали первой американской командой в истории, исполнившей четверной подкрут на соревнованиях.
На чемпионате четырёх континентов Алекса и Крис заняли пятое место и получили новый личный рекорд: 124,44 балла в произвольной программе и 187,98 балла в сумме.  На чемпионате мира пара заняла седьмое место, что стало самым высоким результатом среди пар из США с 2011 года. Заключительным стартом сезона стал World Team Trophy, где американцы заняли четвёртое место в короткой программе и третье место в произвольной программе, что в конечном итоге стало ключевым фактором. Сборная США выиграла золото.

### 2015/2016: медаль ЧЧК, домашний чемпионат мира
Алекса и Крис начали свой сезон на Nebelhorn Trophy, где они выиграли серебряную медаль, уступив только действующим олимпийским чемпионам Татьяне Волосожар и Максиму Транькову. Затем пара участвовала на этапе Гран-при Skate America, где они впервые завоевали медаль Гран-при — серебро.  Они заняли первое место в короткой программе с новым личным лучшим результатом 69,69 балла. На следующей неделе они выиграли золотую медаль на IceChallenge в Граце.
Шимека / Книрим выиграли бронзовую медаль на NHK Trophy, что помогло им выйти в финал Гран-при в Барселоне. В финале они стали седьмыми. Алекса и Крис стали первой парой из США с 2007 года, прошедшей квалификацию в финал Гран-при.
К чемпионату США пара подходила в статусе главных фаворитов, но в итоге они уступили Таре Кейн и Дэнни О’Ши. На чемпионате четырёх континентов Шимека и Книрим завоевали серебряную медаль, показав лучшее выступление в карьере. Они заработали новые личные рекорды: 140,35 балла в произвольной программе и 207,96  балла в сумме, что стало самым высоким результатом, когда-либо зафиксированным парной командой США на международных соревнованиях. Травма Алексы ограничила подготовку пары перед домашним чемпионатом мира. В Бостоне они заняли седьмое место в короткой программе с личным лучшим результатом, набрав 71,37 балла, но после произвольной программы они откатились на девятое место. Затем пара соревновалась за сборную Северной Америки на первом Team Challenge Cup, где команда выиграла золотую медаль.

### 2016/2017: болезнь, операция и успешное возвращение
Алекса заболела в апреле 2016 года и её болезнь прервала тренировки пары на целое лето.  В августе у неё было правильно диагностированое редкое, опасное для жизни желудочно-кишечное заболевание и в том же месяце она перенесла две абдоминальные операции. Пара возобновила лёгкие тренировки в конце сентября. Алекса Книрим перенесла дополнительную операцию 1 ноября и вернулась к тренировкам к середине того же месяца.
Болезнь Алексы сопровождалась регулярными приступами рвоты, изнуряющей болью, трудностями со сном, едой или питьём, а также значительной потерей веса. Крис заявил, что когда его жена впервые вернулась на лёд после операции, ей пришлось держать его за руки, чтобы проехать круг по катку и она могла кататься на коньках только 10 минут, прежде чем ей пришлось пойти домой вздремнуть, потому что это было физически очень утомительно. Пара отказалась от участия на обоих этапах Гран-при: Rostelecom Cup и Cup of China. Также они снялись с чемпионата США. Алекса и Крис возобновили полноценные тренировки в январе и были включены в состав сборной США как на чемпионат четырёх континентов, так и на чемпионат мира.
В феврале американская пара уверенно вернулась к соревнованиям на чемпионате четырёх континентов, где заняли шестое место, уступив только канадским и китайским парам. Затем пара выступила на чемпионате мира, где они откатали две сильные программы и заняли десятое место. Места с 5-го по 10-е разделяло всего 4,35 балла. Это было четвёртое попадание Алексы и Криса в топ-10 за все их четыре выступления на чемпионатах мира.

### 2017/2018: Олимпийский сезон, вторая победа на чемпионате США, Олимпиада
Книримы начали свой сезон на US International Classic, где они выиграли серебряную медаль, уступив канадцам Кирстен Мур-Тауэрс и Майклу Маринаро. Они заняли первое место в произвольной программе после того, как за неделю до соревнований поменяли её. Затем пара участвовала в двух этапах Гран-при: NHK Trophy и Skate America, где на обоих соревнованиях заняли  пятое место. После Skate America выяснилось, что Крис Книрим восстанавливается после травмы надколенника. Алекса и Крис были лучшими парниками США на всех международных соревнованиях, в которых они участвовали в течение последних трёх лет. Их результаты на протяжении всего сезона Гран-при были самыми высокими среди всех конкурентов по сборной.
На олимпийском чемпионате США Алекса и Крис выиграли свой второй национальный титул с результатом 206,60 балла . Они заняли первое место в короткой программе, первое место в произвольной программе и впервые с 2016 года выполнили четверной подкрут на соревнованиях. Это одна из немногих пар в мире, способных выполнять этот элемент ультра-си. После этого чемпионата Алекса и Крис были включены в олимпийскую сборную США 2018 года, которая отправится на зимние Олимпийские игры, которые в феврале пройдут в Пхёнчхане. Они заняли единственную квоту сборной США в парном катании.
На Олимпиаде Алекса и Крис выиграли олимпийскую бронзовую медаль в командных соревнованиях в составе сборной США. Они заняли четвёртое место в короткой программе с лучшим результатом в сезоне, победив лучшие пары из Китая, Франции и Италии. Затем они стали четвёртыми в произвольной программе. В личных соревнованиях они заняли пятнадцатое место. В произвольной программе Книрим / Книрим стали первой американской парой и второй парой в истории, успешно исполнившей четверной подкрут на Олимпийских играх.
Несколькими неделями позже Книримы соревновались на чемпионате мира. Они заняли одиннадцатое место в короткой программе с хорошим выступлением и были в трёх баллах от пятёрки лучших. Они финишировали на пятнадцатом месте по итогам турнира
14 мая 2018 года федерация фигурное катания США объявила, что пара ушла от своего многолетнего тренера Делайлы Саппенфилд, чтобы тренироваться с олимпийской чемпионкой 2018 года Алёной Савченко и её тренерским штабом.  Они начали тренироваться неполный рабочий день в Оберстдорфе.

### 2018/2019: тренерские изменения, потеря позиций в сборной
Книримы начали свой сезон на турнире Nebelhorn Trophy, где завоевали серебряную медаль. Они заняли первое место в короткой программе и стали вторыми по сумме, уступив победителю один балл. Затем они участвовали в своём первом этапе Гран-при в сезоне, Skate America, где остановились в шаге от пьедестала. На этом турнире они были без тренера. 20 октября 2018 года было объявлено, что совсем недавно они расстались со своим тренером Алёной Савченко, что сами фигуристы подтвердили после окончания турнира.
В начале ноября Алекса и Крис завоевали бронзовую медаль на своём втором этапе Гран-при NHK Trophy, опередив канадцев Кирстен Мур-Тауэрс и Майкла Маринаро. В Японии их тренером был Тодд Санд, и они переехали в Калифорнию в течение двух недель между их этапами Гран-при. Алекса и Крис официально начали тренироваться с Дженни Мено и Тодда Санда в конце ноября. В начале декабря они выиграли серебряную медаль на Golden Spin of Zagreb, заняв первое место в произвольной программе.
В январе на чемпионате США они неожиданно заняли седьмое место после серии необычных ошибок. В короткой программе у них была нехарактерная большая ошибка в их фирменном тройном подкруте, обычно их лучшем элементе. В произвольной программе они неожиданно сорвали вторую поддержку и полностью пропустили третью. После соревнований выяснилось, что Крис Книрим страдал от разрыва связки запястья, для восстановления которого потребовалась операция. Позже он заметил, что «программа прошла так же, как прошёл наш год, много незапланированных неудач». В межсезонье ему сделали операцию..

### 2019/2020: третий национальный титул, завершение карьеры
В межсезонье фигуристы добавили Рафаэля Арутюняна в свою тренерскую команду. Они хорошо начали свой сезон на Nebelhorn Trophy, где завоевали серебряную медаль с общим результатом 202,41 балла.
Затем Книримы выступили на своём первом этапе Гран-при в сезоне Skate Canada, где они откатались весьма уверенно и заняли четвёртое место, отставая менее чем на три балла от действующих серебряных призёров чемпионата мира Евгении Тарасовой и Владимира Морозова. На своём втором этапе Гран-при в Японии они стали пятыми в короткой программе с падением и обнулённым тодесом. После произвольной программы с множеством ошибок, включая дорогостоящую пропущенную поддержку, они заняли седьмое место в общем зачёте.
В январе на национальном чемпионате Алекса и Крис стали трёхкратными чемпионами США. Они откатали полностью чистую короткую программу и набрали 77,06 балла, новый рекорд чемпионата США, и оторвались от конкурентов почти на семь баллов. Они стали первой парной командой США, выигравшей три национальных титула с 2002 года.
Менее чем через две недели после чемпионата США Книримы выступили на чемпионате четырёх континентов в Сеуле. В короткой программе они оба ошиблись в параллельном прыжке, а затем Крис поскользнулся при входе в параллельное вращение, полностью потеряв элемент. Они заняли пятое место в короткой программе. С произвольной программы они снялись, сославшись на болезнь в семье.
Книримы были в официальном списке участников чемпионата мира, который был опубликован 26 февраля, но в тот же день было объявлено, что партнёр и муж Алексы Крис Книрим уходит из спорта, сославшись на травмы и продолжающиеся приступы депрессии. Также было объявлено, что Алекса Книрим будет искать нового партнёра для продолжения своей карьеры в фигурном катании. Она заявила: «Я его жена, а не его партнёрша. Мы знаем, что катание на коньках заканчивается, а жизнь продолжается. Для нас важен наш брак, наши отношения». Крис Книрим добавил: «Я с нетерпением жду, когда она продолжит кататься на коньках и буду поддерживать её всеми возможными способами. Алекса очень упорная и сильная. Она зажигает на льду. Ничто не может её остановить».

## Программы
(с А. Книрим)
| Сезон     | Короткая программа | Произвольная программа                                                                             | Показательные выступления                                                                              |
| --------- | --- | -------------------------------------------------------------------------------------------------- | --- |
| 2019/2020 | - At Last Бейонсе хореография Бенуа Ришо | - Drop of Fragrance Максим Родригез - Experience Людовико Эйнауди хореорафия Бенуа Ришо            | - American Woman Ленни Кравитц                                                                         |
| 2018/2019 | - Castle Холзи | - Wicked Game James Vincent McMorrow                                                               | - Goodbye My Lover Джеймс Блант                                                                        |
| 2017/2018 | - Come What May (Мулен Руж!) Николь Кидман & Эван Макгрегор - Paint It Black The Rolling Stones в исполнении Сиара и Лондонский симфонический оркестр | - Привидение Bruce Joel Rubin, Dave Stewart, and Glen Ballard - Чарли Чаплин                       | - Rush - Nothing Else Matters Metallica                                                                |
| 2016/2017 | - Come What May (Мулен Руж!) Николь Кидман & Эван Макгрегор                                                                                           | - Привидение Bruce Joel Rubin, Dave Stewart, and Glen Ballard                                      | - Rise Up Андра Дей                                                                                    |
| 2015/2016 | - Nothing Else Matters Metallica хореография Жюли Маркотт                                                                                             | - Золотой век Крэйг Армстронг и А.Р.Рахман хореография Жюли Маркотт                                | - Rise Up Андра Дей - The Flower Duet Лео Делиб в исполнении Флорентийская опера                       |
| 2014/2015 | - Roxanne (Мулен Руж!) хореография Жюли Маркотт | - Американец в Париже Джордж Гершвин хореография Жюли Маркотт                                      | - Girls Just Want to Have Fun Cyndi Lauper - Macho Man Village People - You Are So Beautiful Джо Кокер |
| 2013/2014 | - Papa, Can You Hear Me? Йентл Мишель Легран хореография Катарина Линдгрен                                                                            | - История вечной любви Джордж Фентон хореография Игорь Шпильбанд                                   | - Hopelessly Devoted to You - You're the One That I Want - Summer Nights ( Grease)                     |
| 2012/2013 | - Лунная соната Людвиг Ван Бетховен | - Жизнь прекрасна Никола Пиовани - Последний из могикан Рэнди Эдельман - 500 Nations Peter Buffett | - Just a Kiss Lady Antebellum                                                                          |

## Спортивные достижения
(с А. Книрим)
| Соревнования/Сезон                       | 12/13 | 13/14 | 14/15 | 15/16 | 16/17 | 17/18 | 18/19 | 19/20 |
| ---------------------------------------- | ----- | ----- | ----- | ----- | ----- | ----- | ----- | ----- |
| Олимпийские игры                         |       |       |       |       |       | 15    |       |       |
| Олимпийские игры. Командные соревнования |       |       |       |       |       | 3     |       |       |
| Чемпионаты мира                          | 9     |       | 7     | 9     | 10    | 15    |       |       |
| Чемпионаты четырёх континентов           | WD    | 3     | 5     | 2     | 6     |       |       | WD    |
| Командные чемпионаты мира                |       |       | 1     |       |       |       |       |       |
| Чемпионаты США                           | 2     | 4     | 1     | 2     |       | 1     | 7     | 1     |
| Финал Гран-при                           |       |       |       | 7     |       |       |       |       |
| Этапы Гран-при: Rostelecom Cup           |       | 6     |       |       |       |       |       |       |
| Этапы Гран-при: Cup of China             |       | 5     |       |       |       |       |       |       |
| Этапы Гран-при: NHK Trophy               | 4     |       |       | 3     |       | 5     | 3     | 7     |
| Этапы Гран-при: Skate America            |       |       | 4     | 2     |       | 5     | 4     |       |
| Этапы Гран-при: Trophée Eric Bompard     |       |       | 4     |       |       |       |       |       |
| Этапы Гран-при: Skate Canada             |       |       |       |       |       |       |       | 4     |
| CS Nepela Memorial                       |       | 3     |       |       |       |       |       |       |
| CS Nebelhorn Trophy                      |       |       | 3     | 2     |       |       | 2     | 2     |
| CS U.S. International                    |       |       |       |       |       | 2     |       |       |
| CS Golden Spin of Zagreb                 |       |       |       |       |       |       | 2     |       |
| Icechallenge                             |       |       |       | 1     |       |       |       |       |

- WD — спортсмены снялись с соревнований.

(с А. Попст)
| Сезон/Соревнования                                | 10/11 | 11/12 |
| ------------------------------------------------- | ----- | ----- |
| Турнир в Австрии                                  |       | 1     |
| Чемпионаты США                                    |       | 7     |
| Первенство США по фигурному катанию среди юниоров | 2     |       |

(с К.-А. Альбой)
| Сезон/Соревнования                                | 09/10 |
| ------------------------------------------------- | ----- |
| Первенство США по фигурному катанию среди юниоров | 4*    |

(с Б. Карман)
| Соревнования/Сезон                                | 08/09 |
| ------------------------------------------------- | ----- |
| Чемпионаты мира (юниоры)                          | 9     |
| Этапы юниорского Гран-при: Белоруссия             | 5     |
| Этапы юниорского Гран-при: Мексика                | 9     |
| Первенство США по фигурному катанию среди юниоров | 2     |

- WD — спортсмены снялись с соревнований.
- * — в США на национальном чемпионате награждение производится и за четвёртое место.

## Детальные результаты

### С Алексой Книрим
| 2019/2020 сезон        | 2019/2020 сезон                                | 2019/2020 сезон | 2019/2020 сезон | 2019/2020 сезон |
| Дата                   | Событие                                        | КП              | ПП              | Общее           |
| ---------------------- | ---------------------------------------------- | --------------- | --------------- | --------------- |
| 18–27 января 2020      | Чемпионат США 2020                             | 1 77,06         | 2 139,09        | 1 216,15        |
| 22–24 ноября 2019      | NHK Trophy 2019                                | 5 63,63         | 8 109,70        | 7 173,33        |
| 25–27 октября 2019     | Skate Canada International 2019                | 4 71,28         | 4 128,29        | 4 199,57        |
| 25–28 сентября 2019    | Nebelhorn Trophy 2019                          | 2 70,83         | 2 131,58        | 2 202,41        |
| 2018/2019 сезон        |                                                |                 |                 |                 |
| Дата                   | Событие                                        | КП              | ПП              | Общее           |
| 19–27 января 2019      | Чемпионат США 2019                             | 7 61,56         | 7 109,86        | 7 171,42        |
| 5–8 декабря 2018       | Золотой конёк Загреба 2018                     | 3 64,04         | 1 118,80        | 2 182,84        |
| 9–11 ноября 2018       | NHK Trophy 2018                                | 4 64,75         | 3 125,74        | 3 190,49        |
| 19–21 октября 2018     | Skate America 2018                             | 5 57,31         | 4 114,25        | 4 171,56        |
| 26–29 сентября 2018    | Nebelhorn Trophy 2018                          | 1 61,73         | 3 115,49        | 2 177,22        |
| 2017/2018 сезон        |                                                |                 |                 |                 |
| Дата                   | Событие                                        | КП              | ПП              | Общее           |
| 19–25 марта 2018       | Чемпионат мира 2018                            | 11 69,55        | 15 112,49       | 15 182,04       |
| 14–25 февраля 2018     | Олимпийские игры 2022                          | 14 65,55        | 15 120,27       | 15 185,82       |
| 9–12 февраля 2018      | Олимпийские игры 2018 — командные соревнования | 4 69,75         | 4 126,56        | 3 T 196,31      |
| 3–7 января 2018        | Чемпионат США 2018                             | 1 71,10         | 1 135,50        | 1 206,60        |
| 24–26 ноября 2017      | Skate America 2017                             | 5 64,27         | 6 124,80        | 5 189,07        |
| 10–12 ноября 2017      | NHK Trophy 2017                                | 4 65,86         | 5 126,65        | 5 192,51        |
| 14–16 сентября 2017    | U.S. International Classic 2017                | 3 61,32         | 1 124,76        | 2 186,08        |
| 2016/2017 сезон        |                                                |                 |                 |                 |
| Дата                   | Событие                                        | КП              | ПП              | Общее           |
| 29 марта-2 апреля 2017 | Чемпионат мира 2017                            | 8 72,17         | 11 130,20       | 10 202,37       |
| 14–19 февраля 2017     | Чемпионат четырёх континентов 2017             | 6 69,10         | 6 124,81        | 6 193,91        |
| 2015/2016 сезон        |                                                |                 |                 |                 |
| Дата                   | Событие                                        | КП              | ПП              | Общее           |
| 22–24 апреля 2016      | Team Challenge Cup 2016                        | -               | 3 122,15        | 1 T             |
| 28 марта-3 апреля 2016 | Чемпионат мира 2016                            | 7 71,37         | 12 118,69       | 9 190,06        |
| 16–21 февраля 2016     | Чемпионат четырёх континентов 2016             | 3 67,61         | 2 140,35        | 2 207,96        |
| 15–24 января 2016      | Чемпионат США 2016                             | 2 67,35         | 2 129,45        | 2 196,80        |
| 10–13 декабря 2015     | Финал Гран-при 2015                            | 6 68,14         | 7 109,28        | 7 177,42        |
| 26–29 ноября 2015      | NHK Trophy 2015                                | 2 68,43         | 3 122,23        | 3 190,66        |
| 27–31 октября 2015     | Ice Challenge 2015                             | 1 68,74         | 1 120,54        | 1 189,28        |
| 22–25 октября 2015     | Skate America 2015                             | 1 69,69         | 4 122,28        | 2 191,97        |
| 23–26 сентября 2015    | Nebelhorn Trophy 2015                          | 4 58,00         | 2 121,56        | 2 179,56        |
| 2014/2015 сезон        |                                                |                 |                 |                 |
| Дата                   | Событие                                        | КП              | ПП              | Общее           |
| 16–19 апреля 2015      | Командный чемпионат мира 2015                  | 4 64,22         | 3 127,87        | 1 T 192,09      |
| 23–29 марта 2015       | Чемпионат мира 2015                            | 7 65,56         | 7 120,25        | 7 185,81        |
| 10–15 февраля 2015     | Чемпионат четырёх континентов 2015             | 5 63,54         | 5 124,44        | 5 187,98        |
| 17–25 января 2015      | Чемпионат США 2015                             | 1 74,01         | 1 136,48        | 1 210,49        |
| 20–23 ноября 2014      | Trophée Eric Bompard 2014                      | 4 59,04         | 3 120,28        | 4 179,32        |
| 23–26 октября 2014     | Skate America 2014                             | 4 60,61         | 4 108,01        | 4 168,62        |
| 25–27 сентября 2014    | Nebelhorn Trophy 2014                          | 3 55,29         | 3 110,81        | 3 166,10        |
| 11–14 сентября 2014    | U.S. International Classic 2014                | 2 49,00         | 1 114,24        | 1 163,24        |
| 2013/2014 сезон        |                                                |                 |                 |                 |
| Дата                   | Событие                                        | КП              | ПП              | Общее           |
| 20–25 января 2014      | Чемпионат четырёх континентов 2014             | 2 66,04         | 4 104,31        | 3 170,35        |
| 5–12 января 2014       | Чемпионат США 2014                             | 5 64,68         | 4 124,99        | 4 189,67        |
| 22–24 ноября 2013      | Rostelecom Cup 2013                            | 5 59,56         | 6 114,14        | 6 173,70        |
| 1–3 ноября 2013        | Cup of China 2013                              | 4 57,99         | 6 103,73        | 5 161,72        |
| 2–5 октября 2013       | Мемориал Ондрея Непелы 2013                    | 2 51,17         | 3 102,17        | 3 153,34        |
| 2012/2013 сезон        |                                                |                 |                 |                 |
| Дата                   | Событие                                        | КП              | ПП              | Общее           |
| 11–17 марта 2013       | Чемпионат мира 2013                            | 12 55,73        | 9 117,78        | 9 173,51        |
| 20–27 января 2013      | Чемпионат США 2013                             | 3 52,79         | 1 119,96        | 2 172,75        |
| 22–25 ноября 2012      | NHK Trophy 2012                                | 5 54,41         | 4 108,69        | 4 163,10        |
| 24–28 октября 2012     | Coupe Internationale de Nice                   | 1 59,01         | 2 96,99         | 1 156,00        |